# Premis del Sindicat Nacional de l'Espectacle de 1959
Els dinovens Premis Nacionals de Cinematografia concedits pel Sindicat Nacional de l'Espectacle corresponents a 1959 es van concedir el 30 de gener de 1960 a l'Hotel Palace de Madrid. En aquesta edició els premis econòmics foren per 6 pel·lícules i 1.125.000 pessetes, i un total de 265.000 pessetes als premis al millor director, guió, actor i actriu principal, actor i actriu secundaris, fotografia, decorats i música. També es van atorgar tres premis de 25.000 pessetes als curtmetratges Sorolla, Toledo por el emperador i El valle de los Caídos. Van assistir a l'entrega el Ministre secretari del Movimiento José Solís Ruiz, el secretari general de la CNS José María Martínez y Sánchez-Arjona, el director general de Cinematografia i Teatre, José María Muñoz Fontán i el president del Sindicat Nacional de l'Espectacle Francisco Gomez Ballesteros.

## Guardonats de 1959
| Categoria                | Premi       | Pel·lícula premiada        | Director                     |
| ------------------------ | ----------- | -------------------------- | ---------------------------- |
| 1r. lloc                 | 250.000 pts | Molokai, la isla maldita   | Luis Lucia Mingarro          |
| 2n lloc                  | 250.000 pts | La fiel infantería         | Pedro Lazaga                 |
| 3r lloc                  | 250.000 pts | El baile                   | Edgar Neville                |
| 4t lloc                  | 150.000 pts | El Lazarillo de Tormes     | César Fernández Ardavín      |
| 5è lloc                  | 125.000 pts | La casa de la Troya        | Rafael Gil Álvarez           |
| 6è lloc                  | 100.000 pts | Salto a la gloria          | León Klimovsky               |
| Millor director          | 45.000 pts  | Luis Lucia Mingarro        | Molokai, la isla maldita     |
| Millor guió              | 45.000 pts  | Carlos Blanco Hernández    | Diez fusiles esperan         |
| Millor actriu            | 30.000 pts  | Analía Gadé                | per la seva obra             |
| Millor actor             | 30.000 pts  | Adolfo Marsillach          | Salto a la gloria            |
| Millor actriu secundària | 20.000 pts  | Isabel Garcés              | Una gran señora              |
| Millor actor secundari   | 20.000 pts  | José Isbert                | per la seva obra             |
| Millor fotografia        | 25.000 pts  | Cecilio Paniagua           | El hombre de la isla Sonatas |
| Millors decorats         | 25.000 pts  | Eduardo Torre de la Fuente | El Lazarillo de Tormes       |
| Millors música           | 25.000 pts  | Antón García Abril         | La fiel infantería           |